# 深空1號
深空一號（英語：Deep Space 1）是NASA探測小行星與彗星的計畫，於1998年發射升空。在2001年之後，科學家決定讓深空一號繞行太陽。

## 任務
深空一號使用離子推進器，也是第一艘使用這種推進方式的太空船。深空一號在1999年7月29日飛越布拉耶小行星，不過這次任務只有部分成功，因為發生技術問題，所以太空船只能以比較遠的距離通過該小行星。不過在探測包瑞利彗星方面，深空一號順利完成任務，並且攝得該彗星詳細的照片。

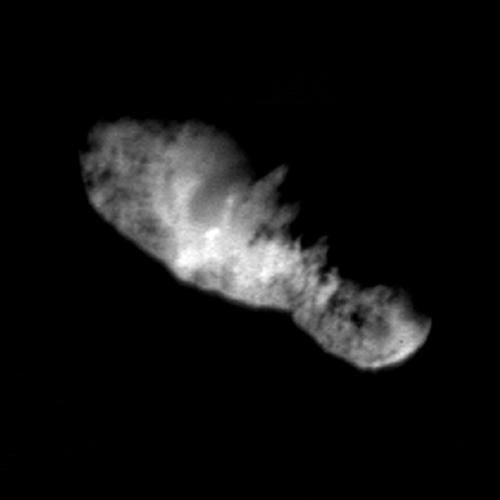
深空一號所攝得的包瑞利彗星照片

## 外部連結
- The Encyclopedia Astronautica （页面存档备份，存于）
- Deep Space 1 website at the Jet Propulsion Laboratory (JPL)（页面存档备份，存于）